# Маршалл, Керри Джеймс
Керри Джеймс Маршалл (англ. Kerry James Marshall, род. 17 октября 1955, Бирмингем, Алабама) — современный американский художник.

## Биография
Художник негритянского происхождения, большинство работ его посвящены людям с тёмным цветом кожи. К.Дж. Маршалл учился в Иллинойсском университете в Чикаго, затем изучал живопись в Художественном институте Отис в Лос-Анджелесе (закончил в 1978 году). Художник работает преимущественно в области исторической живописи. Участник различных международных выставок, в том числе documenta Х (1997) и documenta 12 (2007) в немецком городе Кассель, венецианского биеннале (2003) и др.
Работы К. Дж. Маршалла хранятся в музеях и галереях Чикаго, Вашингтона, Сан-Франциско, Лос-Анджелеса, Кембриджа (Массачусетс), Майами и др.

## Выставки последних лет
- 2009 Kerry James Marshall, Музей современного искусства Сан-Франциско
- 2009 SLOW MOVEMENT ODER: Das Halbe und das Ganze, Дом искусств, Берн
- 2008 Heartland, Музей Ван Аббе, Эйндховен
- 2007 THE COLOR LINE, Галерея Джека Шайнмена, Нью-Йорк